# Auguste-François Laby
Auguste-François Laby, né le 3 juillet 1784 à Paris et mort le 7 août 1860 à Villemomble, est un peintre français.

## Biographie
Auguste-François Laby est le fils de Jean Antoine Laby, bourgeois, et d'Anne Charlotte Verrier.
Élève de David et neveu de Madame Maillard, il expose au Salon de 1817 à 1850.
En 1824, il épouse Françoise Victoire Grange, puis le couple emménage au no 18 de la rue Sainte-Anne.
Il meurt à l'âge de 76 ans en sa maison de campagne de Villemomble.

## Œuvres exposées aux Salons parisiens
(sauf mention en métropole)
- Portrait en pied de M. le Chevalier L., au Salon de 1817
- Portrait en pied de Mme *, au Salon de 1819
- Portrait de l’auteur, au Salon de 1819[5]
- Un Paysage, au Salon de 1821 (Douai)
- Une tête d’enfant, au Salon de 1822, dessin (Arras)
- Un pauvre demandant l'aumône à un jeune cavalier, au Salon de 1822 (Lille)
- Plusieurs portraits, au Salon de 1822
- Un sonneur de cloches dans l’intérieur de l’Eglise de Creil, près Paris, au Salon de 1823 (Douai)
- Louis XI, au Salon de 1823 (Douai)
- Plusieurs portraits, au Salon de 1824
- Portrait de Mme la comtesse de N., au Salon de 1827
- Un christ en croix, au Salon de 1827[6]
- Indisposition d'un petit Savoyard revenant à Paris, au Salon de 1829 (Douai)
- Vue prise sur les côtes de Normandie - Gros temps, au Salon de 1829 (Douai)
- Le pansement par une jeune fille, au Salon de 1831 (Douai)
- Portraits, au Salon de 1831
- Portrait en pied de Mme C., au Salon de 1833
- Une jeune ouvrière en dentelle écoutant du bruit dans l'escalier, au Salon de 1833 (Douai, Valenciennes)
- Portrait en pied du docteur P., au Salon de 1834
- Portrait de Mlle A. M., au Salon de 1834
- Portrait de M. B., au Salon de 1835
- Portrait de Mme T., au Salon de 1835
- Portrait d’enfant, au Salon de 1836
- La sortie de l'église, au Salon de 1837
- Jeune paysanne faisant sa prière devant une croix, au Salon de 1839
- Portrait de M. S., au Salon de 1839
- Portrait d’enfant, au Salon de 1839
- Les bohémiens, au Salon de 1841 (Boulogne-sur-Mer)
- Portrait de M. le docteur B., au Salon de 1850